# R. ブレント・タリー
R. ブレント・タリー（R.Brent Tully〈Richard Brent Tully〉、1943年3月9日 - ）は、アメリカ合衆国ハワイ大学天文学研究所に所属する天文学者である。カナダ・オンタリオ州の州都トロントに生まれ、バンクーバーで育った。1964年にブリティッシュコロンビア大学にて理学士号を取得し、1972年にメリーランド大学にて博士号を取得した。大学を出た後は1975年までマルセイユ天文台にて研究員を務め、1975年からハワイ大学天文学研究所に所属した。そのほか、チリのセロ・トロロ汎米天文台、フランスのパリ天文台、コートダジュール天文台、イタリアのボローニャ電波天文学研究所など多くの機関で客室研究員を務める。
銀河の天体物理学を専攻し、1977年にリチャード・フィッシャーとともに、銀河の光度(絶対等級)とその星の速度幅に相関関係があることを示すタリー・フィッシャー関係を提唱した。1987年に『Atlas of Nearby Galaxies』を、1988年に『Nearby Galaxies Catalog』を上梓し、地球から1億3,000万光年以内にあるおよそ2,400個の銀河についての三次元的な相対位置関係を示し、地球が所属する天の川銀河がローカル・ボイドと呼ばれる物質の存在しない広大な宇宙領域に隣接していることを発見した。近傍銀河をマッピングしたカタログは定期的に刊行され、2013年のものでは8000個超の銀河の距離が公開された。2014年にはラニアケア超銀河団を提唱し、各銀河が宇宙空間上でどのように運動しているかを観測し、どの重力点（アトラクター）を中心に動いているかを確定させた。
タリーは、カナダ王立天文学協会の名誉会員に登録されており、長年の研究を表してメリーランド大学からはdistinguished alumnus award from the University of Marylandを、ハワイ大学からは2008年にUniversity of Hawaii Regents Medal for Outstanding Researchを受賞している。

## 著作
- R.Brent Tully (1987-07-31). Atlas of Nearby Galaxies. Cambridge University Press. ISBN 978-0521301367
- R.Brent Tully (1988-04-29). Nearby Galaxies Catalog. Cambridge University Press. ISBN 978-0521352994